# Blue Mountain Lake (New York)
Il lago di Blue Mountain è un lago che ricopre una superficie di 520 ha nella zona centrale dei monti Adirondack, nella Contea di Hamilton, stato di New York (USA). L'omonimo villaggio si trova sulla sua riva sudorientale. È una località popolare di villeggiatura fin dalla metà del XIX secolo.

## Storia

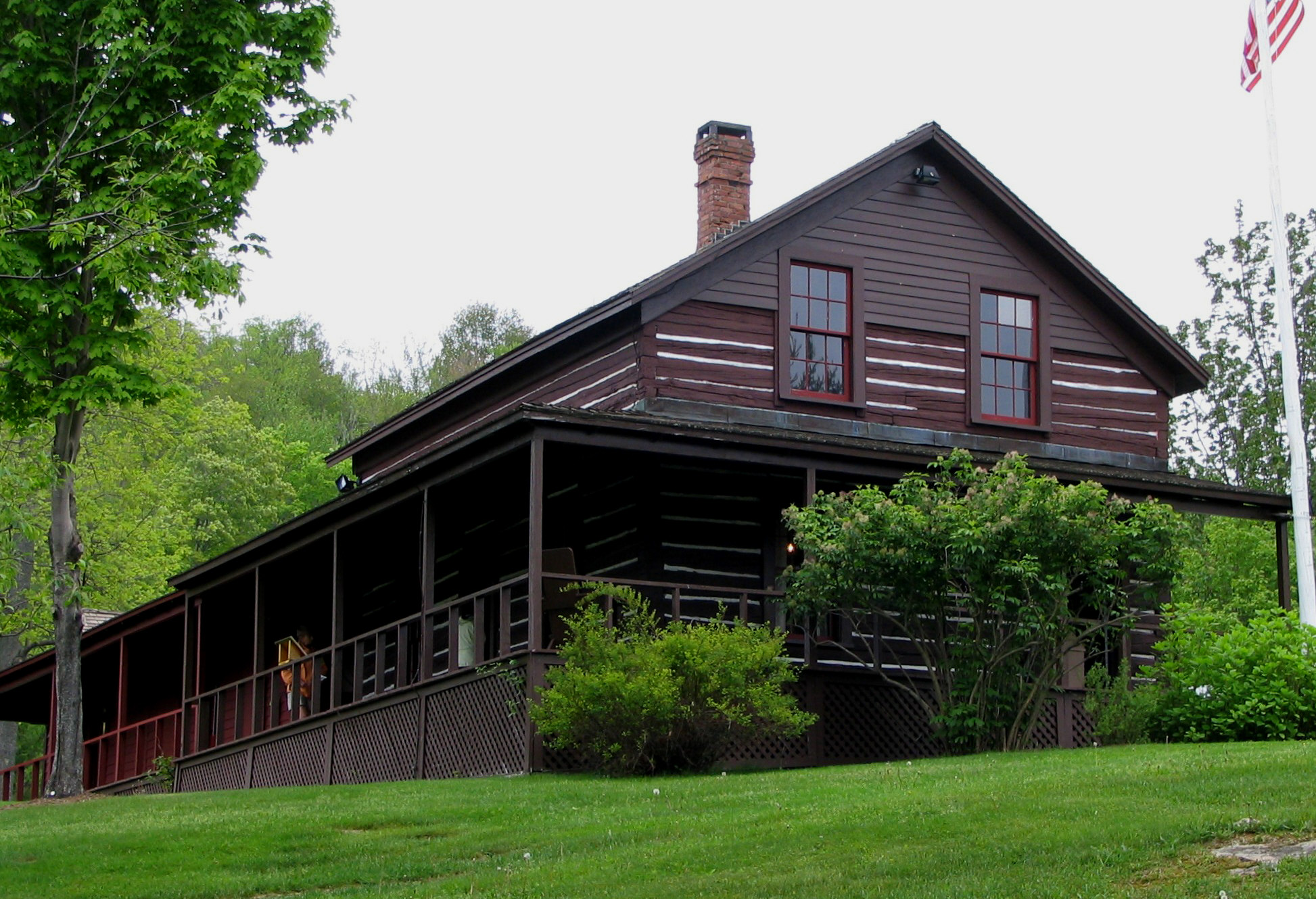
Il Log Hotel sul lago Blue Mountain, ora Adirondack Museum

La casa Blue Mountain Lake fu eretta nel 1874 da John G. Holland. Poco dopo uno dei primi abitanti, Miles Tyler Merwin, ampliò il suo chalet su uno sperone delle Blue Mountain affacciandosi sul lago nella casa Blue Mountain; il Log Hotel costituisce oggi la base del Museo degli Adirondack.
Nel 1881, Frederick C. Durant, cugino di William West Durant, costruì la Prospect House, l'Hotel più lussuoso allora esistente negli Adirondack; esso fu il primo hotel del mondo ad avere la luce elettrica in tutte le stanze.

## Pesca
Il lago è un bacino pescoso; in esso si trovano trote di lago, trote iridee, persici spigola, salmoni e sperlani. Vi sono solo due lance private disponibili dietro pagamento nel villaggio ed è possibile noleggiare delle barche.